# St. Martin (Steinfeld)

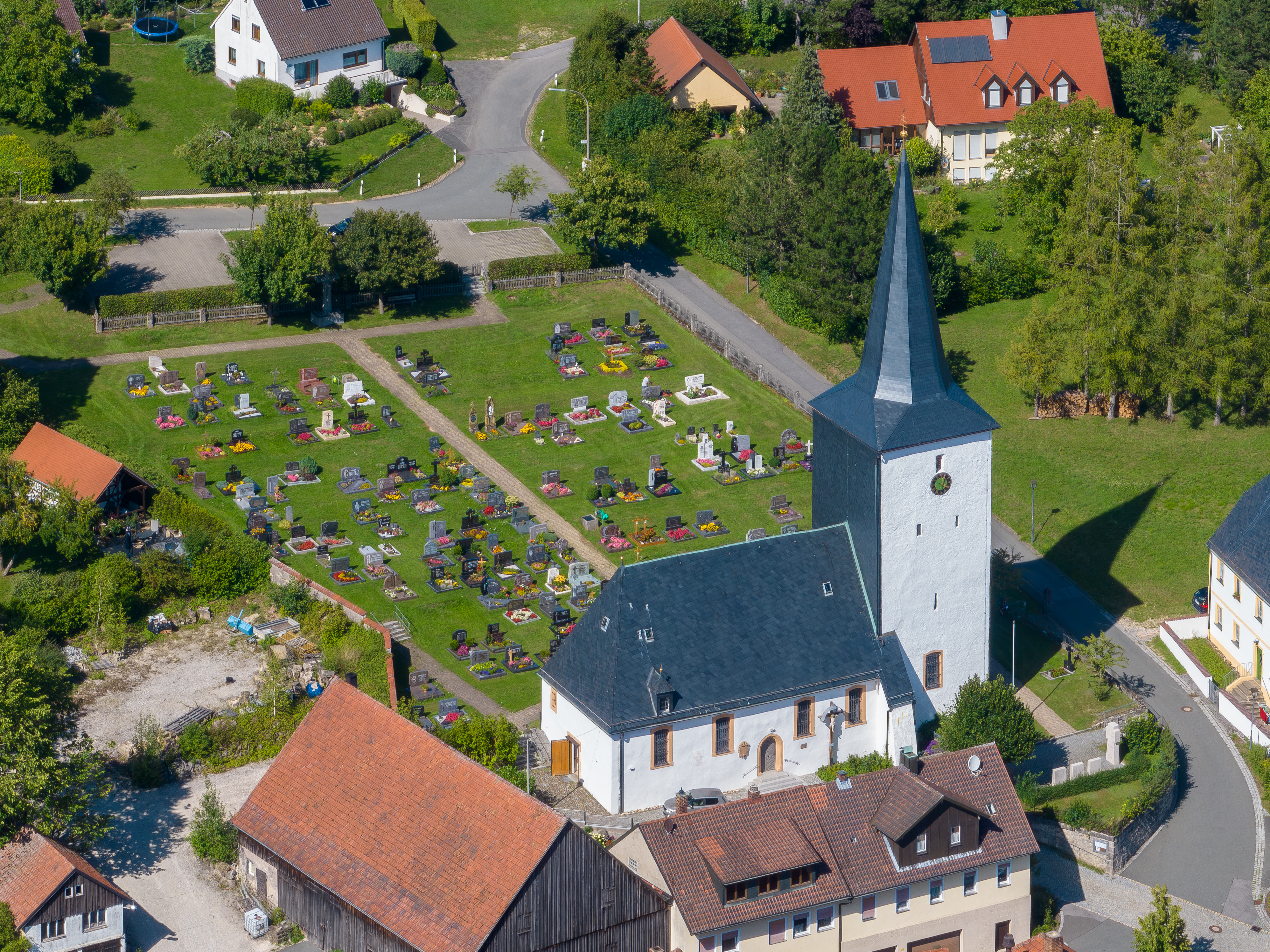
St. Martin (Steinfeld, Stadelhofen)

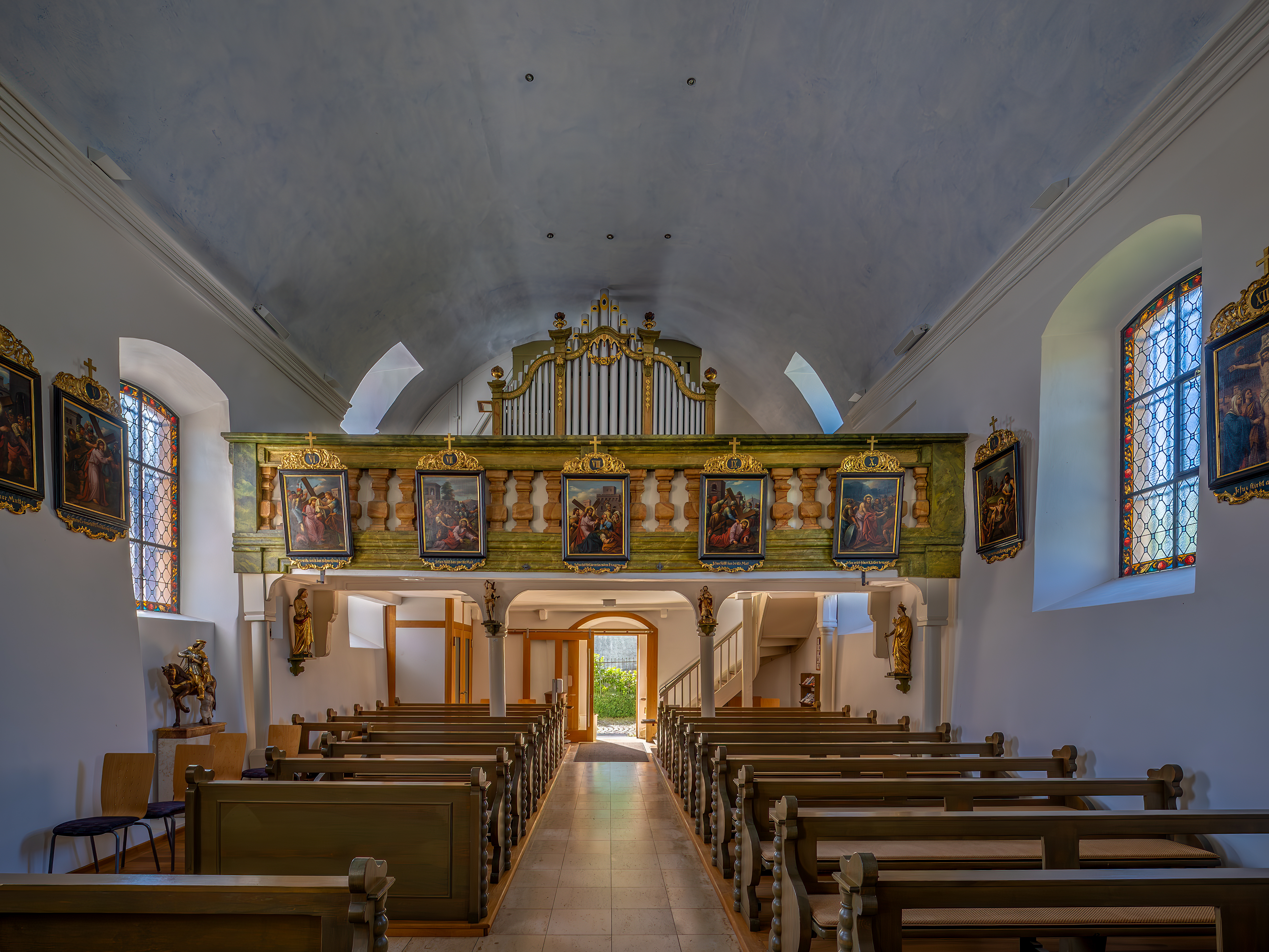
Orgel

Die römisch-katholische Pfarrkirche St. Martin steht in Steinfeld, einem Gemeindeteil von Stadelhofen im oberfränkischen Landkreis Bamberg (Bayern). Die denkmalgeschützte Kirche wurde erstmals mit eigenem Pfarrer 1393 erwähnt. Die Pfarrei gehört zum Seelsorgebereich Gügel im Dekanat Bamberg des Erzbistums Bamberg.

## Beschreibung
Der Chorturm der Saalkirche stammt im Kern aus dem 14. Jahrhundert. Seine Schießscharten deuten auf eine ehemalige Wehrkirche hin. Das Langhaus wurde 1714 nach Westen erweitert und mit einem abgewalmten Satteldach bedeckt, der Chorturm wurde mit einem achtseitigen Knickhelm bedeckt. Der Innenraum des Chors, d. h. das Erdgeschoss des Chorturms, ist mit einem Kreuzrippengewölbe überspannt, der des Langhauses, in dessen Westen sich eine Empore befindet, mit einem korbbogigen Tonnengewölbe. Zur barocken Kirchenausstattung gehören der 1745 gebaute Hochaltar und die 1747 gebaute Kanzel. 